# بونتا كانا
بونتا كانا هي بلدة سياحية تقع في محافظة لا ألتاجراسيا، جمهورية الدومينيكان.